# ACCDiS
El Centro Avanzado de Enfermedades Crónicas (ACCDiS) es un centro de investigación chileno dedicado al estudio de las enfermedades cardiovasculares y el cáncer. Posee una afiliación bi-institucional, puesto que sus actividades se realizan al alero de la Facultad de Ciencias Químicas y Farmacéuticas de la Universidad de Chile y de la Pontificia Universidad Católica de Chile.
ACCDiS es uno de los doce Centros de Investigación en Áreas Prioritarias cuyos recursos provienen del Fondo de Financiamiento de Centros de Investigación en Áreas Prioritarias (FONDAP) programa de fondos público del Gobierno de Chile, dependiente de la Comisión Nacional de Investigación Científica y Tecnológica (Conicyt).
El centro comenzó su funcionamiento en diciembre de 2013 y en 2018 el proyecto FONDAP renovó por otros cinco años su financiamiento.

## Misión
La misión de ACCDiS es convertirse en un referente nacional e internacional en investigación transdisciplinaria y formación de recursos humanos avanzados en enfermedades crónicas, a través de la generación de conocimiento especializado en los elementos genéticos, ambientales y sociales que determinan el desarrollo de enfermedades cardiovasculares y cáncer, aportando con alternativas de prevención y tratamiento para incidir en propuestas de salud e impactar positivamente en la salud de las personas.

## Líneas de investigación
En la actualidad, ACCDiS posee seis líneas de investigación:
- Señalización Metabólica en la insuficiencia cardíaca
- Biomarcadores diferencias de género en la insuficiencia cardíaca
- Biología de células tumorales e inflamación
- Escenarios epigenómicos en cáncer gástrico
- Historia natural del cáncer digestivo
- Nanomedicina y ciencia química para el diagnóstico y terapia de cáncer y enfermedades cardiovasculares

## Publicaciones
ACCDiS ha realizado una serie de publicaciones a lo largo de su historia:
- 262 publicaciones ISI 2014-2018
- 19% publicaciones en revistas top 10
- 60% artículos en revistas Q1
- 5 factor de impacto ISI promedio
- 9 patentes

## Red de colaboraciones internacionales
El Centro Avanzado de Enfermedades Crónicas realiza investigación junto a una serie de instituciones alrededor del mundo, entre los que encuentra:
- Área Cardiovascular: UT Southwestern Medical Center (Estados Unidos), Hatter Cardiovascular Institute (Reino Unido), Universidad de Wuhan (China), Emory University (Estados Unidos), Universidad de Groninga (Países Bajos), Hospital Clínico y Provincial de Barcelona (España).
- Área Cáncer: Linus Pauling Institute (Estados Unidos), Universidad de Queensland (Australia), Universidad de Lund (Suecia), Universidad de Lausana (Suiza), Universidad de Miami (Estados Unidos), Instituto Nacional del Cáncer (Estados Unidos), Universidad de California en Davis (Estados Unidos).
- Área Nanotecnología: Instituto de Investigación Biomédica (España), Universidad Nacional de Córdoba (Argentina), Universidad de Leiden (Países Bajos), Universidad Ben-Gurión del Néguev (Israel),
- Área Epidemiología: Instituto Nacional del Cáncer (Estados Unidos), Fred Hutchinson Cancer Research Center (Estados Unidos), Universidad de Maryland (Estados Unidos)

## MAUCO: Cohorte del Maule
MAUCO es la constitución del primer estudio de cohorte poblacional de enfermedades crónicas en Chile que evaluará y seguirá por diez años a diez mil adultos residentes en Molina, Región del Maule.
Se trata de un estudio basado en la población para generar información sobre la historia natural de las enfermedades crónicas en una población de alto riesgo y para evaluar hipótesis y validar biomarcadores de todas las líneas de investigación.